# 博登湖畔林道
博登湖畔林道，通称林道（德語：Lindau，發音：[ˈlɪndaʊ] ⓘ；阿勒曼尼語：、；又译林岛），是德国巴伐利亚州施瓦本行政区博登湖畔林道县的城市，也是博登湖畔林道县的县治，面积33.06平方千米，2023年12月31日人口为26,155人。
林道位于奥德瑞三国交界处附近，其老城区位于博登湖东岸的林道岛上。林道因其景色和地理位置而成为旅游胜地，灯塔和狮子雕塑为地标建筑。自20世纪50年代以来，诺贝尔奖得主和青年科学家定期在此相聚。

## 历史
林道岛上曾经发现公元1世纪罗马帝国时代的遗迹。“林道”一名第一次出现是在882年的一份历史档案中，这份档案中提到罗马帝国的阿达尔贝特勋爵在这个岛上建造了一座修道院。

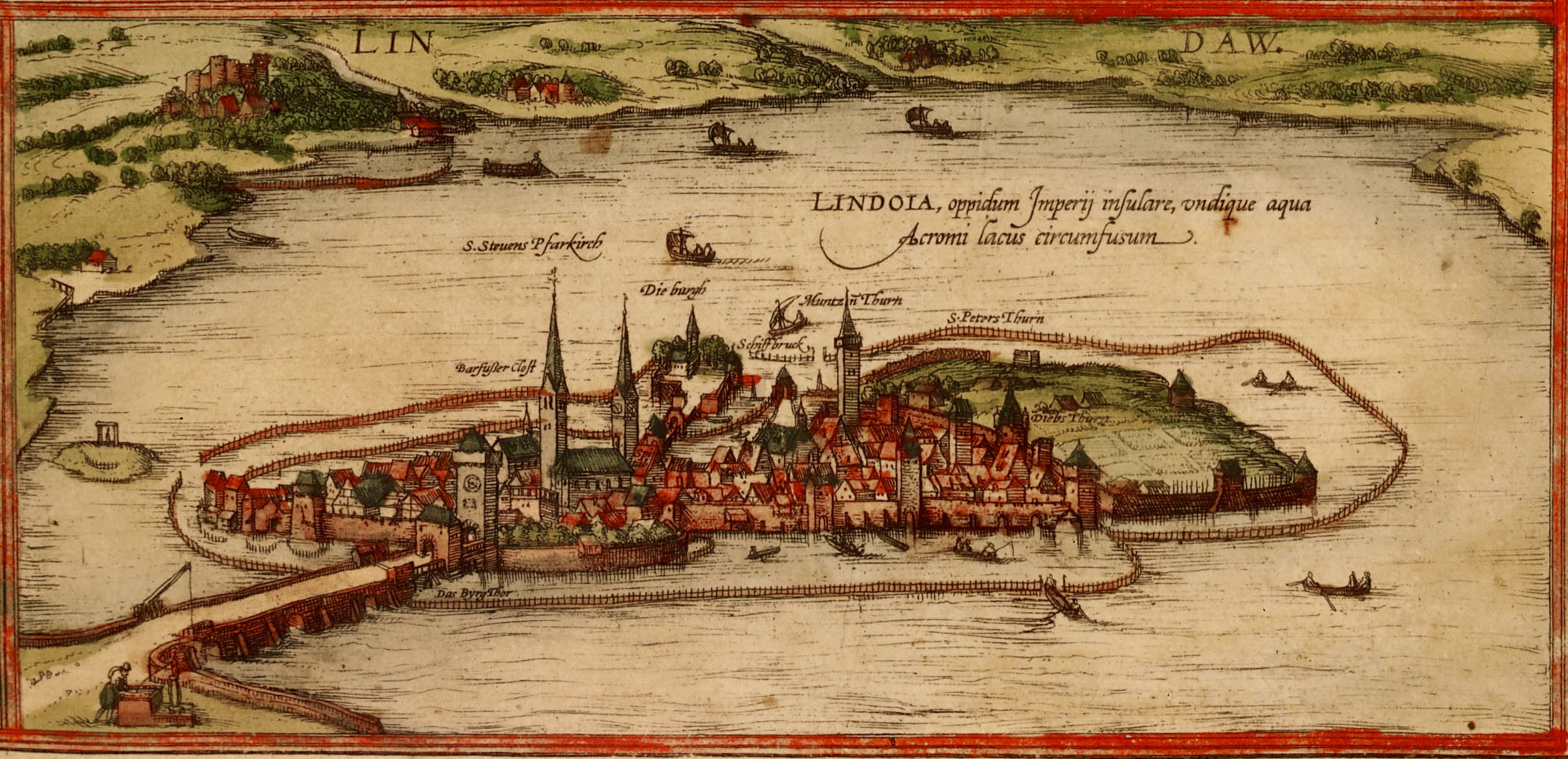
1550年的林道城

1189年，圣斯特凡教堂建成。1224年，方济各会在岛上建造了一座修道院。1274年年—1275年，林道成为神圣罗马帝国鲁道夫一世统治下的一座帝国自由城市。1430年，约15名当地犹太人因被指控谋杀一名基督教儿童而被烧死。1528年，林道实行宗教改革。三十年战争结束后，1655年举行了首届林道儿童节以纪念这场战争，林道儿童节后来成为林道的特色。
1802年神圣罗马帝国解体后，林道失去了帝国自由城市的地位。1804年，林道连同它的修道院一起被划割给了奥地利，第二年奥地利把林道归还给巴伐利亚。
1853年，林道建成了从陆地通往岛上的铁路堤坝，1856年建成一座新的港口，港口的灯塔和狮子雕塑同时竣工。
1922年，市镇埃沙赫、霍伊伦和罗伊廷并入林道县。第二次世界大战后，林道曾由法国占领并管理，之后划归符腾堡-霍亨索伦州，后又划归巴登-符腾堡州。1955年，林道回归巴伐利亚州。

## 经济
以前，从纽伦堡通往意大利的重要贸易线路须从林道经过，渔业在当时是林道的经济支柱。19世纪林道成为重要的纺织品工业城市。如今林道以旅游业为主，也拥有许多工业界的小公司。

## 交通
林道岛火车站是林道的主要火车站，位于林道岛，靠近港口。
林道城市公交是林道的公共交通系统，亦服务于周边市镇。

## 文化
自从1951年起，诺贝尔奖得主每年定期在林道举行林道诺贝尔奖得主大会，诺贝尔医学、化学、物理学、经济学奖获得者聚会林道，与来自世界各国的年轻学生交流。
林道儿童节于每年在暑假前的最后一个星期三举行。
林道曾多年作为环德国自行车赛的举办城市，和多届国际体育竞技比赛的赛地。此外，借助博登湖的优势，林道也经常举办帆船比赛。

## 友好城市
林道与以下城市结为友好城市：
- 俄羅斯 謝爾普霍夫
- 法國 谢勒
- 瑞士 賴特瑙